# Bernadette Perrin-Riou
Bernadette Perrin-Riou (Ardecha, 1 d'agost de 1955) és una matemàtica francesa.

## Trajectòria
Va entrar a l'Escola Normal Superior de París l'any 1974, completant el seu treball de final de carrera l'any 1977. Va ser llavors quan va rebre una beca de recerca a la Universitat Pierre i Marie Curie de París. L'any 1979, Perrin-Riou va aconseguir el títol superior de Matemàtiques per la Universitat de París-Sud i el 1983 es va doctorar a la Universitat Pierre i Marie Curie.
Es va convertir en professora ajudant l'any 1983 i va ser convidada com a professora resident durant un any a la Universitat Harvard. L'any 1987 es va convertir en professora titular a la Universitat de París, París 6. El 1994 es va traslladar com a professora titular a la Universitat de París-Sud a Orsay.
La recerca de Perrin-Riou és en teoria de nombres, especialitzada en les funcions p-ádiques.
Va ser guardonada l'any 1999 amb el Premi Satter de Matemàtiques.